# Saint-Philippe-du-Seignal
Saint-Philippe-du-Seignal är en kommun i departementet Gironde i regionen Nouvelle-Aquitaine i sydvästra Frankrike. Kommunen ligger i kantonen Sainte-Foy-la-Grande som tillhör arrondissementet Libourne. År 2022 hade Saint-Philippe-du-Seignal 498 invånare.

## Befolkningsutveckling
Antalet invånare i kommunen Saint-Philippe-du-Seignal
Referens:INSEE